# Cantón Upata
El cantón Upata fue una antigua división administrativa de Venezuela integrada para 1840 en la provincia de Guayana al sureste de Venezuela.
Su territorio actual está distribuido entre el Estado Bolívar y varias regiones de la llamada Guayana Esequiba, territorio disputado entre Guyana y Venezuela. En los mapas que realizó el coronel Agustín Codazi en 1856 aparece ocupando todo el territorio entre San Félix hasta Tumeremo.
Limitaba al este con el río Esequibo y al norte con la serranía de Imataca que compartía con el cantón Piacoa, e incluía otros ríos de importancia como el Cuyuní, el Mazaruni, o el Siparuni y tocaba en el norte al río Orinoco. En 1875 se promulga una ley que divide en dos el Cantón creando los departamentos de Roscio y Guzmán Blanco. El cantón Upata en tiempos del departamento del Orinoco estaba constituido por 7 parroquias: villa de Upata, Guri, San Antonio de Huacsitono, Altagracia, Cupapuy, Santa María y El Palmar. Para 1856 estuvo compuesto por las parroquias Upata, Puerto de Tablas, Cupapui, Pastora, San Antonio, Tumeremo, Guri, Palmar, Miamo, Caruachi, Tupuquen, Guasipati y Carapo, siendo su cabecera Upata.